# Belemulus annulatus
Belemulus annulatus – gatunek kosarza z podrzędu Laniatores i rodziny Manaosbiidae. Jedyny znany przedstawiciel monotypowego rodzaju Belemulus.

## Występowanie
Gatunek wykazany z Brazylii.